# Улв Квелдулв
Улв Бялфасон (на старонорвежки: Úlfr Bjálfason), познат повече като Улв Квелдулв (Úlfr Kveldulf, в превод „Вечерния вълк“) е норвежки благородник и земевладелец от 9 в., описан в Сага за Егил. Споменат е също в сагата Книга за заселването на Исландия. Дядо на Егил Скалагримсон.
Улв Квелдулв е описан като берсерк и посветен, притежавал загубено днес древно познание, което му позволявало да променя вида си и да се превръща във вълк.

## Родословие и дейност
Улв бил син на Бялфи и на Халбера, дъщерята на Улв Безстрашния. Той участвал в многобройни викингски походи заедно с верния си приятел Кари. Когато им омръзнало да воюват, със спечеленото от походите богатство се върнали в земите си и Улв Квелдулв се оженил за дъщерята на Кари – Салбьорг Карадотир. Той бил добър стопанин, ставал рано и обхождал земите и стадата си, наглеждал работата на занаятчиите, и всекиму можел да даде добър съвет, защото бил много умен. Но вечер започвал да отбягва хората и се говорело, че можел да приема различни образи, вкл. на вълк .
Синовете на Улв били Торолв и Грим. И двамата израснали високи и силни, но по-големият Торолв приличал на рода на майка си и бил със светли коси, красив и весел, а Грим бил чернокос и непривлекателен на външен вид като баща си и много приличал на него по характер. Той също изпадал в берсеркски пристъпи, а освен това като Улв бил добър стопанин и много изкусно обработвал дърво и желязо.

## Конфликт с Харал Прекраснокосия
По това време Харал Прекраснокосия подчинил по-голямата част от Норвегия и дал възможност за избор на знатните мъже - да му се подчинят и да му служат или да напуснат страната като за всяка измяна наказвал сурово. Той присвоил наследствените владения, което станало причина мнозина да търсят спасение извън пределите на Норвегия - тъкмо тогава много норвежци избягали в Исландия, на Оркнейските и Фарьорските острови, в Ирландия и Нормандия.
Когато пратеникът на Харал Прекраснокосия запитал Улв Квелдулв дали ще се присъедини към краля, той отговорил, че е вече стар, за да воюва, но че е готов да му изпрати сина си Торолв.
Въпреки това Улв споделил лошото си предчувствие пред пратеника:„Имам чувството, че двамата със сина ми няма да видим нищо добро от този конунг. Кажи на конунга, че аз съм му приятел и че всички, които слушат думата ми, също ще бъдат на негова страна. Ще управлявам тук от негово име както по-рано при предишния конунг, ако това е волята му. По-късно ще видим дали ще се разберем с конунга.“ След това на Торолв казал така: „Мисля че, Харал ще причини много зло на моя род. Не се страхувам, че ти, Торолв, ще изостанеш от другите и че няма да се наредиш сред най-добрите. Само се старай да си знаеш мярката и да не мериш сили с по-силните от теб.“
Торолв наистина се представил блестящо и бил предан на краля, смел и достоен воин, но бил набеден, че завижда на краля и иска да заеме мястото му. Харал Прекраснокосия повярвал на сплетните и заповядал Торолв да бъде убит.

## Бягство в Исландия
Когато научил за смъртта на сина си, Улв Квелдулв легнал на легло от мъка. А веднага щом свършила зимата, стегнал заедно с по-малкия си син Грим два големи кораба, на всеки от които натоварил по 30 силни мъже от хората си заедно с жените и децата им. Натоварили и всичко ценно, което можели да отнесат, но земята си не могли да продадат, защото никой не смеел от страх пред конунга да купи владенията им. Отправили се към Исландия, където по това време всеки можел да придобие свободно земя.

## Смърт и потомство
Улв не успял да стигне до Исландия, защото по пътя заболял и починал. Но синът му Грим се заселил там, където днес се намира градчето Борг а Мирум. Той си направил ферма и обявил околните земи за свои. Заедно с жена си Бера Ингвардотир той имал двама сина, Торолв и Егил, и две дъщери, Сеун и Торун, и те оставили многобройни потомци.